# اوپن فرانسه ۲۰۱۵

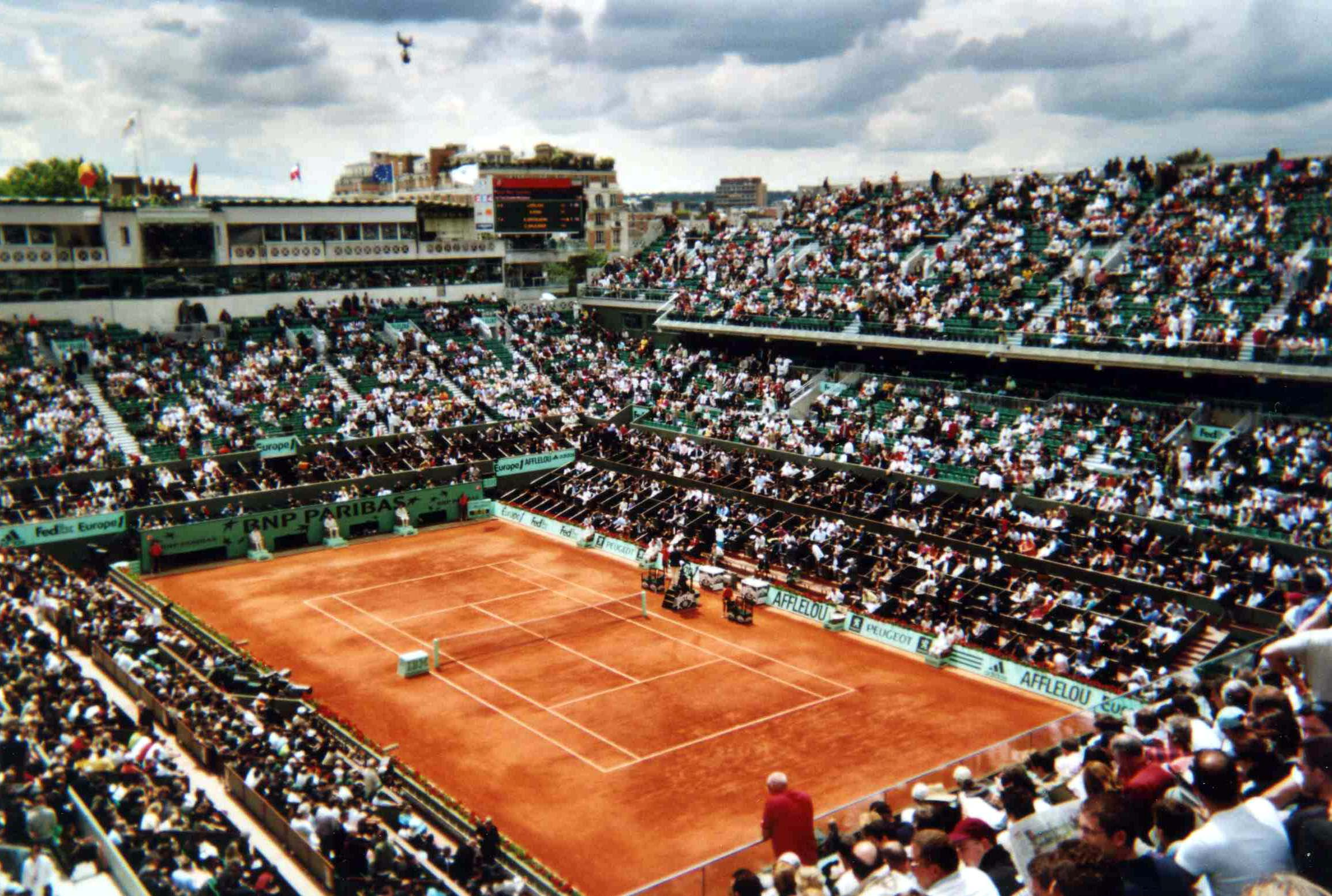
دادگاه فیلیپ شاتریه جایی که فینال اوپن فرانسه در آن برگزار می‌شود.

اوپن فرانسه ۲۰۱۵ یک تورنمنت تنیس بود که در زمین‌های خاکی در فضای باز برگزار می‌شد. این یکصد و نوزدهمین دوره مسابقات آزاد فرانسه و دومین گرند اسلم سال بود. این مسابقات از ۲۴ می تا ۷ ژوئن در استادیوم رولان گاروس برگزار شد و شامل رویدادهایی برای بازیکنان حرفه ای در بازی‌های انفرادی، دونفره و دونفره مختلط بود. بازیکنان نونهالان و معلولان نیز در مسابقات انفرادی و دونفره شرکت کردند.
رافائل نادال پنج بار مدافع عنوان قهرمانی انفرادی مردان بود، اما در مرحله یک چهارم نهایی مغلوب نواک جوکوویچ شد. استن واورینکا با شکست جوکوویچ در فینال اولین قهرمانی خود در اوپن فرانسه را به دست آورد. ماریا شاراپووا از عنوان قهرمانی انفرادی زنان دفاع می‌کرد، اما در دور چهارم مغلوب لوسی شافارووا شد. سرنا ویلیامز در فینال شافارووا را شکست داد و سومین عنوان اوپن فرانسه، بیستمین عنوان گرند اسلم انفرادی و سومین گرند اسلم حرفه ای خود را به دست آورد.